# Швеція та євро
Наразі Швеція не використовує євро як свою валюту і не планує найближчим часом замінити існуючу шведську крону. Договір про приєднання Швеції 1994 року підпорядковував їй Маастрихтський договір, який зобов’язує держави приєднатися до єврозони, як тільки вони виконають необхідні умови. Швеція стверджує, що приєднання до Європейського механізму обмінного курсу II (ERM II), участь у якому протягом щонайменше двох років є умовою для прийняття євро, є добровільним і вирішила залишитися поза межами до схвалення громадськістю референдуму, тим самим навмисно уникаючи виконання вимог щодо усиновлення.

## Статус

Курс євро до шведських крон з 1999 року

Швеція приєдналася до Європейського Союзу в 1995 році, і з тих пір її договір про приєднання зобов'язував її прийняти євро, як тільки буде визнано, що країна відповідає всім критеріям зближення. Однак однією з вимог для членства в єврозоні є дворічне членство в ERM II, і Швеція вирішила не приєднуватися до цього механізму, який прив’язав би шведську валюту до євро на ±2,25%. Шведська крона (SEK) вільно плаває разом з іншими валютами. Більшість провідних партій Швеції вважають, що приєднання було б у національних інтересах, але всі вони пообіцяли дотримуватися результатів референдуму.ЄС визнав, що Швеція залишається за межами єврозони за власним рішенням. Комісар ЄС з економічних питань Оллі Рен заявив, що це вирішують шведи.
Незважаючи на це, в деяких місцях Швеції євро можна використовувати для оплати товарів і послуг.
Швеція виконує чотири з п'яти умов для вступу до євро з червня 2020 року.

## Історія

### Ранні валютні союзи в Швеції (1873–1914)
5 травня 1873 року Данія та Швеція закріпили свої валюти проти золота і утворили Скандинавський валютний союз. До цієї дати Швеція використовувала шведський ріксдалер. У 1875 році до цього союзу приєдналася Норвегія. Рівноцінна крона валютного союзу замінила три застарілі валюти за курсом 1 крона = ½ данського ригсдалера = ¼ норвезького спецідалера = 1 шведський ріксдалер. Нова валюта (крона) стала законним платіжним засобом і була прийнята в усіх трьох країнах — Данії, Швеції та Норвегії. Цей валютний союз проіснував до 1914 року, коли його припинила Перша світова війна. Станом на 2014 рік назви валют у кожній країні залишилися незмінними («крона» у Швеції, «крона» в Норвегії та Данії).

### Вступ до Європейського Союзу
Референдум про членство Швеції в Європейському Союзі 1994 року схвалив — з більшістю 52% — Договір про вступ , і в 1995 році Швеція приєдналася до ЄС. Згідно з договором, Швеція зобов’язана прийняти євро, як тільки воно відповідає критеріям конвергенції.

### Референдум 2003 року
На референдумі, що відбувся у вересні 2003 року, 55,9% проголосували проти членства в єврозоні. Як наслідок, у 2003 році Швеція вирішила поки що не приймати євро. Якби вони проголосували «за», Швеція ввела б євро 1 січня 2006 року.
Більшість виборців округу Стокгольм проголосували за введення євро (54,7% «так», 43,2% «ні»). У лені Сконе кількість людей, які проголосували «за» (49,3%), перевищувала кількість людей, які проголосували «ні» (48,5%), хоча недійсні та незаповнені голоси не призвели до відсутності більшості ні за один із варіантів. У всіх інших опитуваннях у Швеції більшість проголосувала проти.

## Використання сьогодні

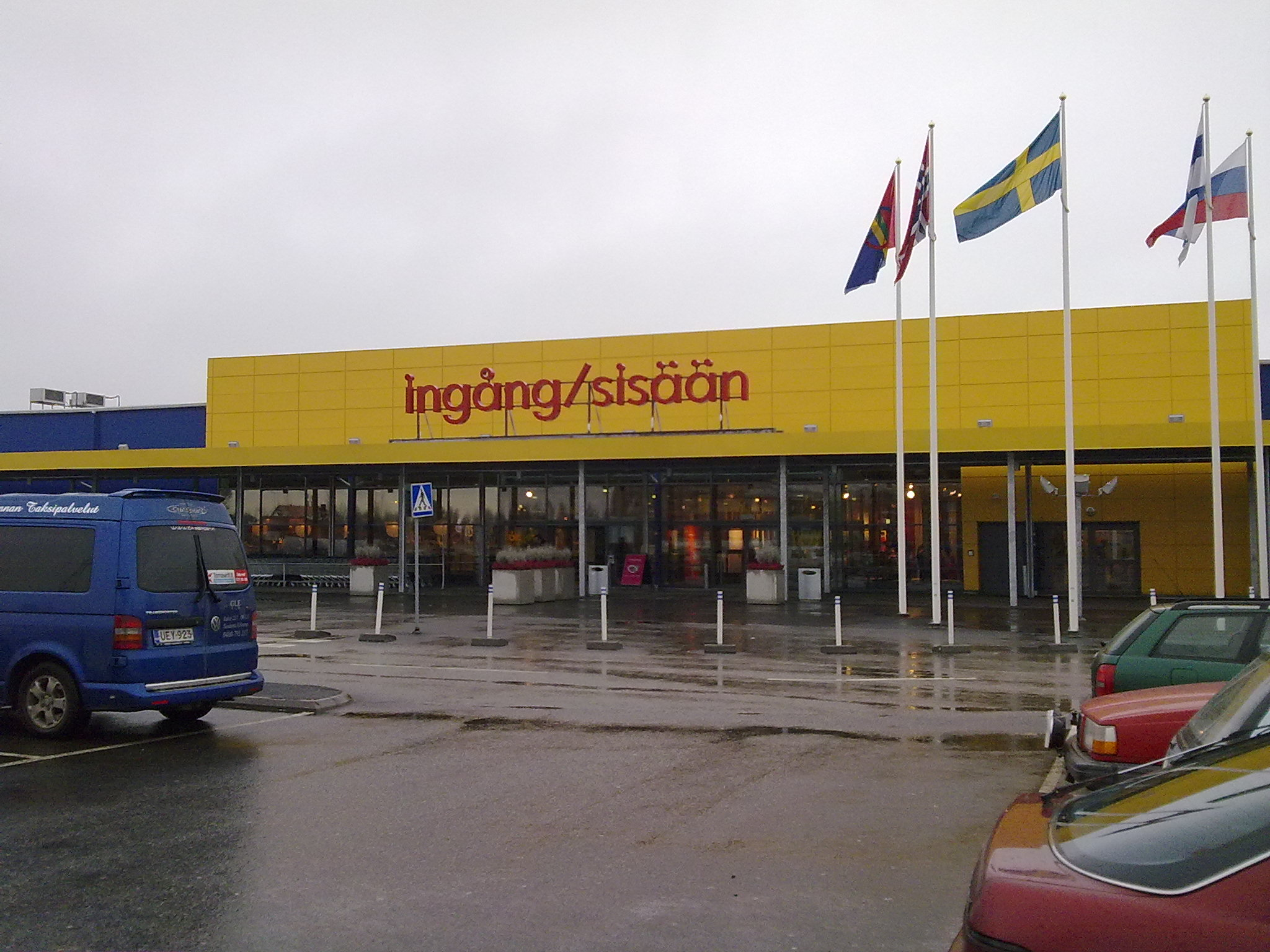
IKEA в Хапаранді, базі торгового центру, який приваблює багатьох фінів.

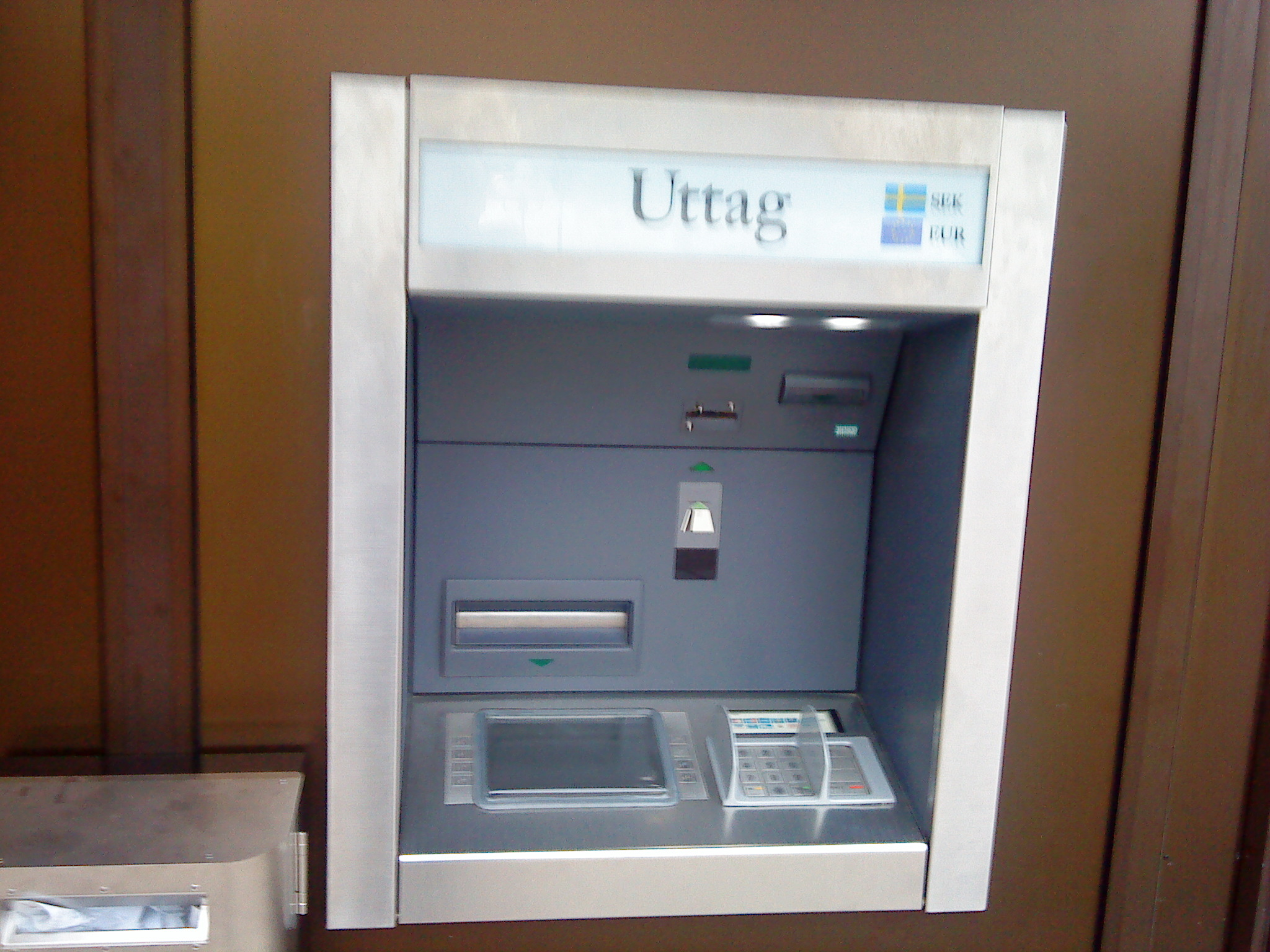
Цей банкомат видає як євро, так і крони.

Деякі магазини, готелі та ресторани можуть приймати євро, часто обмежуючись банкнотами та здачу в шведських кронах. Це особливо часто зустрічається в деяких прикордонних містах. Магазини, особливо орієнтовані на іноземних туристів, частіше приймають іноземну валюту (наприклад, євро), ніж інші магазини. Таксофони в Швеції могли приймати монети як у шведських кронах, так і в євро з 2000 року. Останній таксофон був демонтований у 2015 році.

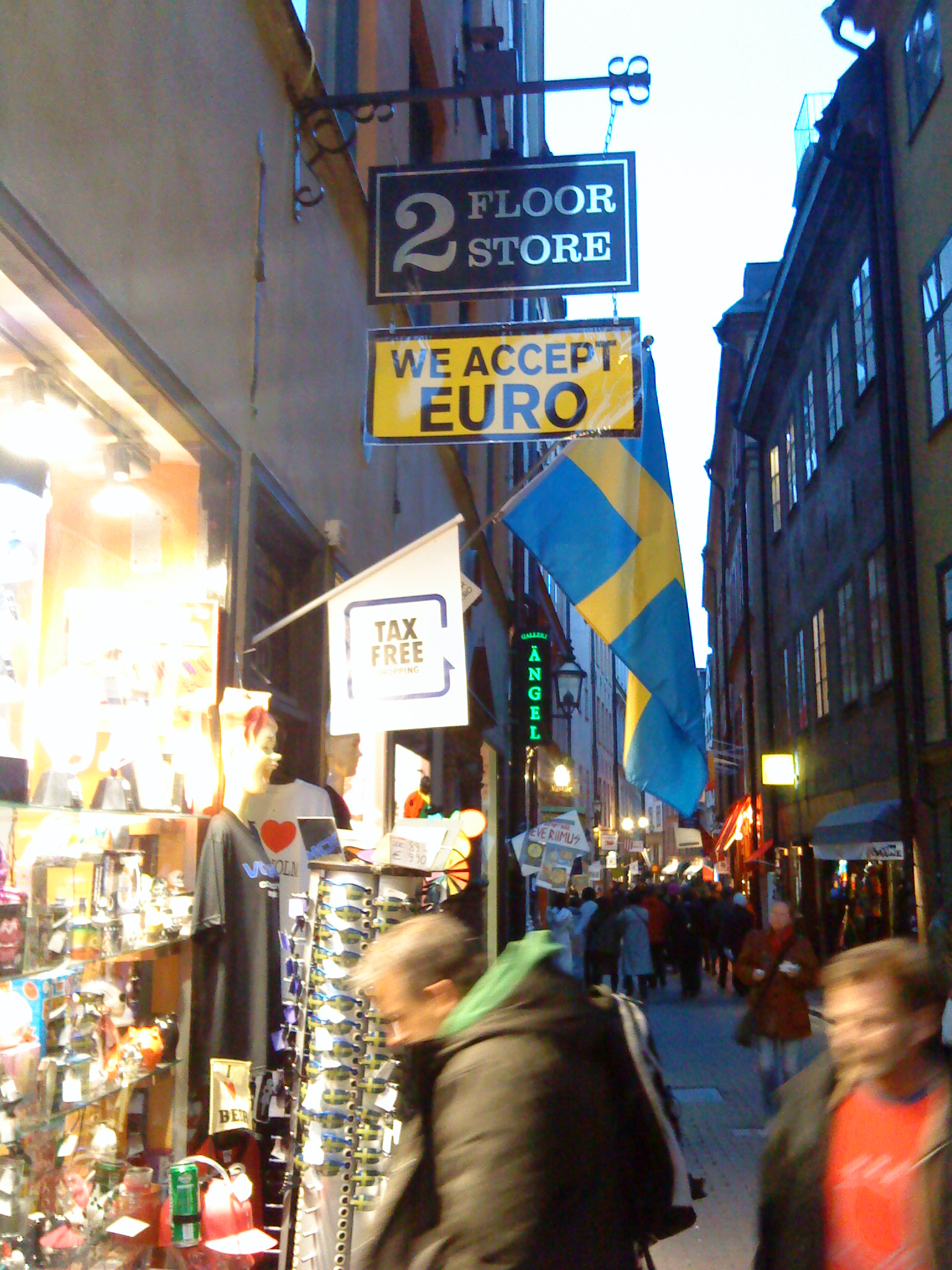
Магазин у Стокгольмі, який приймає євро, в туристичному районі. Подібні знаки не так часто зустрічаються в Стокгольмі.

### Муніципалітети

#### Статус офіційної валюти
Такі питання, як статус офіційної валюти та питання законного платіжного засобу, вирішує шведський парламент, а євро не є офіційною валютою жодної частини Швеції. Тим не менш, політики з деяких муніципалітетів (див. нижче) стверджували, що євро є офіційною валютою їхніх муніципалітетів. Це означає, що муніципалітет уклав угоду з багатьма магазинами, що вони повинні приймати євро (готівкою та кредитними картками). Однак це не є обов’язковим для магазинів, і статус «офіційної валюти» є переважно маркетинговим пристроєм, а не юридичним дорученням.

#### Гапаранда
Єдиним шведським містом поблизу єврозони є Гапаранда, де майже всі магазини приймають євро готівкою і часто відображають ціни в євро. Гапарандастала важливим торговим містом із відкриттям IKEA та інших магазинів. 200 000 фінів живуть у межах 150 км відстань.Деякі муніципалітети, особливо Гапаранда, хотіли мати євро як юридичну офіційну валюту  і, наприклад, контрактну зарплатню в євро з працівниками з Фінляндії. Однак це незаконно через податкове законодавство  та правила заробітної плати. (Фактична оплата може бути в євро, обробляється банком, але зарплатний договір і податкова документація мають бути в кронах).
Бюджет Гапаранди представлено в обох валютах. Гапаранда тісно співпрацює з сусіднім містом Торніо, Фінляндія.

#### Геганес
Місто Геганес стверджує, що ввело євро для магазинів 1 січня 2009 року. З цієї дати всі жителі можуть використовувати крони або євро в ресторанах і магазинах, а також для оплати оренди та рахунків. Подвійне ціноутворення використовується в багатьох місцях, і банкомати видають будь-яку валюту без додаткової плати (останнє є законом у всій Швеції). Повідомляється, що близько 60 відсотків магазинів у місті підписали цю схему, а місцеві банки розробили рекомендації щодо прийому депозитів у євро. Це рішення було схвалено та погоджено муніципалітетом Геганес. Геганес розробив спеціальний логотип євро для міста. У Геганесі це не закон, а лише рекомендація. Це був доволі вдалий піар-переворот, з хорошим висвітленням у газетах, про нього згадували і в іноземних газетах.

#### Гельсінгборг, Ландскрона і Мальме
Деякі магазини приймають євро, а цінники в євро є в деяких туристичних магазинах, як і в інших містах Швеції. Прийняття та цінники в данських кронах, ймовірно, більш поширені. Євро (і данські крони) зазвичай приймаються на цілодобових відкритих АЗС, міжнародних мережах швидкого харчування та в готелях.

#### Паяла та Евертурнео
Муніципалітети Паяла та Евертурнео мають кордони з Фінляндією (і, отже, з єврозоною). Євро часто приймають в магазинах і іноді вказують на цінниках, але офіційного прийняття євро з точки зору муніципалітету немає. Була відхилена політична пропозиція офіційно запровадити євро в Паялі.

#### Соллентуна
У червні 2009 року від партії в муніципалітеті Соллентуна була політична пропозиція, що муніципалітет має прийняти євро як свою паралельну валюту в 2010 році.

#### Стокгольм
Стокгольм є найважливішим туристичним містом Швеції, який вимірюється кількістю ночей, проведених туристами. Деякі туристичні магазини приймають євро, хоча офіційної політики муніципалітету немає. Послуги таксі в Стокгольмі можна оплатити в євро. У 2009 році була відхилена політична пропозиція офіційно ввести євро в Стокгольмі.

### Банкомати
Деякі банкомати можуть видавати іноземну валюту. Зазвичай замість них можна видавати британські фунти стерлінгів, долари США, данські або норвезькі крони. Усі ці банкомати також видають шведські крони. Більшість цих банкоматів розташовані у великих містах, міжнародних аеропортах та прикордонних районах.

### Наявність євро у шведському законодавстві та банківській системі
Євро присутній у деяких елементах шведського законодавства на основі директив ЄС. Наприклад, в директиві ЄС зазначається, що всі операції в євро всередині ЄС повинні мати такі ж комісійні, що і операції в євро в межах відповідної країни. Уряд Швеції вніс поправку, згідно з якою директива також поширюється на операції на основі крон. Це означає, наприклад, що євро можна знімати без комісії зі шведських банків у будь-якому банкоматі в єврозоні, а перекази в кронах та євро на банківські рахунки в Європейській економічній зоні можна здійснювати через Інтернет без комісії за відправлення. Однак банки-отримувачі все ще можуть стягувати комісію за отримання платежу, хоча та ж директива ЄС зазвичай унеможливлює це для переказів у євро в країни єврозони. Це відрізняється від, наприклад, Данії, де банки зобов’язані встановлювати ціну для міжнародних трансакцій в євро в межах Європейської економічної зони на ту саму ціну, що й для внутрішніх трансакцій в євро (яка не обов’язково повинна бути такою ж, як ціна для внутрішніх операцій в євро). операції з данськими кронами). Проте шведські банки все ще визначають обмінний курс, і тому можуть продовжувати стягувати невеликий відсоток за обмін між кронами та євро при використанні карткових платежів.Тепер товариства з обмеженою відповідальністю (компанії з обмеженою акціями) також можуть мати свої рахунки та акціонерний капітал у євро. Закон про відмивання грошей заснований на директиві ЄС і встановлює ліміт у розмірі 5 000 євро для розслідувань готівкових операцій щодо походження грошей та квитанцій, які потрібно витребувати, такими компаніями, як банки, дилери автомобілів тощо.
Багато більше шведських законів сьогодні включають суми в євро відповідно до директив ЄС.

## Плани
Більшість основних політичних партій у Швеції, включаючи колишню правлячу коаліцію «Альянс за Швецію» (крім Партії центру) і нині правлячу Соціал-демократичну партію, яка перемогла на виборах 2018 року, в принципі виступають за введення євро.
Томмі Вайделіх, тодішній економічний речник соціал-демократичної партії, виключив членство Швеції в єврозоні в найближчому майбутньому в серпні 2011 року.
Газета Sydsvenska Dagbladet 26 листопада 2007 р. (через кілька днів після того, як колишній прем'єр-міністр Данії Андерс Фог Расмуссен оголосив про плани провести ще один референдум щодо скасування відмови Данії, включаючи відмову від євро), стверджувала, що питання про черговий референдум щодо євро буде одним із центральних питань виборів 2010 року у Швеції. Прем'єр-міністр Фредрік Рейнфельдт заявив у грудні 2007 року, що коли більше сусідів буде використовувати євро, буде помітніше, що Швеція цього не використовує.
Шведський політик Олле Шмідт в інтерв'ю журналістам з Європейського парламенту 2008 року, коли його запитали, коли у Швеції будуть вагомі причини для прийняття євро, він сказав: «Коли країни Балтії приєднаються до євро, все Балтійське море буде оточене євромонетами. Тоді опір впаде. Я сподіваюся на референдум у Швеції в 2010 році»  Литва прийняла євро як остання країна Балтії в 2015 році, не викликаючи особливих дебатів у Швеції.
Тодішній лідер соціал-демократичної партії Мона Сахлін у 2008 році заявила, що новий референдум не відбудеться в період 2010–2013 років, оскільки референдум 2003 року все ще має значення. 

### Європейські вибори 2009 року

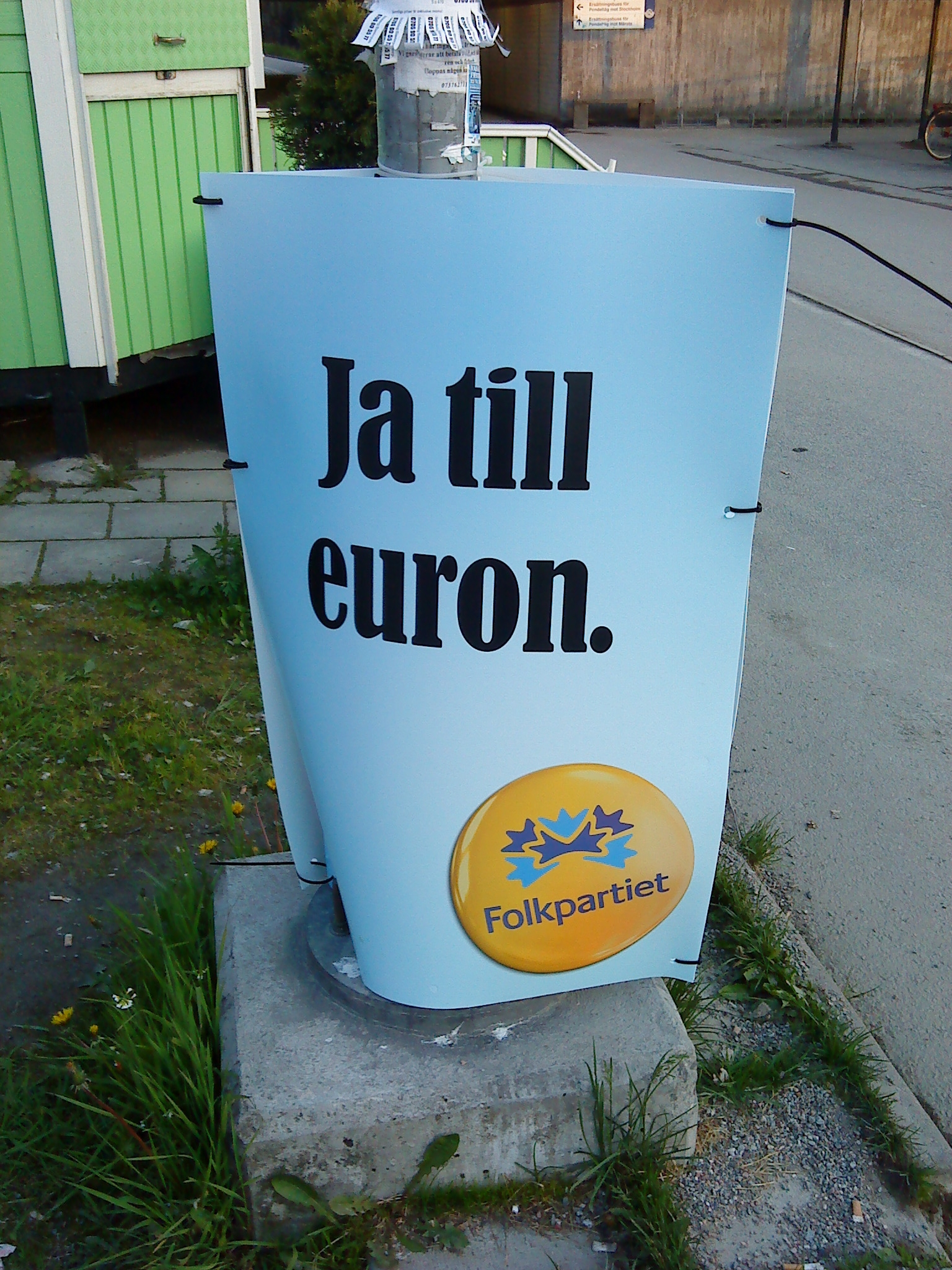
Гасло «Ja till euron». Так до євро. Частина виборчої кампанії до Європейського парламенту 2009 року.

Під час передвиборчої кампанії до виборів до Європарламенту Ліберальна народна партія та Християнські демократи висловили зацікавленість у проведенні другого референдуму щодо прийняття євро. Однак у Помірній партії та Центристській партії вважали, що час підібраний невдало.

## Економічні дослідження
Економічне дослідження Дж. Джеймса Ріда (Оксфорд) та Ульріха Волца (Німецький інститут розвитку) 2009 року щодо можливого вступу Швеції до єврозони показало, що це, ймовірно, матиме позитивний ефект. Дослідження еволюції курсів шведського грошового ринку показує, що вони уважно стежать за курсами євро навіть під час економічної кризи. Це свідчить про те, що Швеція не програє з точки зору автономії грошово-кредитної політики, оскільки Шведський центральний банк вже уважно слідкує за ставками, встановленими Європейським центральним банком. Прийнявши євро, Швеція поміняла б цю автономію на папері на реальний вплив на європейську монетарну політику завдяки отриманню місця в керівній раді ЄЦБ. Загалом, у дослідженні робиться висновок, що «перебування за межами єврозони означає втрачені переваги, якими Швеція, невелика відкрита економіка зі значним фінансовим сектором із міжнародним впливом, отримає від прийняття міжнародної валюти».

## Громадська думка
У грудні 2007 року прем'єр-міністр Фредрік Рейнфельдт заявив, що референдуму не буде, доки не буде стабільної підтримки в опитуваннях. Опитування загалом продемонстрували стабільну підтримку альтернативи «ні», за винятком деяких опитувань 2009 року, які показали підтримку «так». Починаючи з 2010 року опитування громадської думки демонструють рішучу підтримку «ні».

### Критика опитувальних запитань
Те, як формулюються запитання для опитування, має великий вплив на те, як люди реагують. Питання SCB, як правило, вимірює, чи підтримує електорат проголосувати «за» чи «ні» за те, щоб Швеція якнайшвидше ввела євро. Однак опитування, проведені TNS Polska в Польщі, показали, що це питання показує, що велика група прихильників євро проголосувала б проти якнайшвидшого введення євро, але більшість з них проголосувала б за, якщо б запитали, чи держава чи ні. повинні прийняти євро через десять років.

## Шведські євро монети
Поки немає дизайну потенційних шведських євромонет. У ЗМІ повідомлялося, що коли Швеція змінила дизайн монети в 1 крону в 2001 році, вона готувалася до євро. Був представлений більш новий портрет короля. На монеті номіналом 10 крон вже був схожий портрет. Фактично, це зі звіту Riksbank про можливе вступу Швеції до євро, в якому стверджується, що відрив у часі обміну монет можна було б зменшити за рахунок використання портрета короля Карла XVI Ґустава, представленого на 1 і 10 кронах. монети 2001 року як національна сторона на шведських монетах номіналом 1 і 2 євро.
Тільки національний банк може випускати законні платіжні монети відповідно до шведського законодавства. Деякі приватні колекційні монетні двори випустили шведські євромонети, стверджуючи, що вони є копіями пробних монет, виготовлених Riksbank. Шведські євромонети не будуть розроблені та випущені до тих пір, поки не буде попереднього схвалення на референдумі щодо прийняття євро. 

## Членство в Банківському союзі Європейського центрального банку
Після того, як у 2017 році зросли комісійні фондів відновлення для шведських банків для захисту від банківських збоїв, що призвело до перенесення штаб-квартири найбільшого банку Швеції та всього Північного регіону, Nordea, зі Стокгольма до фінської столиці Гельсінкі, яка знаходиться в єврозоні, а отже, і в банківському союзі Європейського центрального банку, точилася дискусія щодо приєднання Швеції до банківського союзу. Голова правління Nordea Бьорн Вальроос заявив, що банк хотів поставити себе «в один ряд зі своїми європейськими аналогами», виправдовуючи переїзд зі Стокгольма до Гельсінкі.
Основна мета вступу до Банківського союзу – захистити шведські банки від того, щоб вони «занадто великі, щоб збанкрутувати». Міністр фінансових ринків Швеції Пер Болунд заявив, що країна проводить дослідження щодо приєднання, яке планується завершити до 2019 року. Критики стверджують, що приєднання Швеції до банківського союзу завело їх у невигідне становисько, оскільки вона не має права голосу, так як не є членом єврозони. Міністр фінансів Швеції Магдалена Андерссон заявила: «Не можна ігнорувати той факт, що прийняття рішень може бути трохи проблематичним для країн, які не входять до єврозони».